# 時空冒險記
「時空冒險記」（ZENTRIX）是2002年由香港意馬國際製作的三維電視動畫，總共26集。故事融合了大量奇幻與機械人的元素，講述了一位人類穿越未來與過去同自己製造的邪惡機械人大戰的故事。
本片是「意馬」的開山之作，從2000年就開始製作，一經推出就引來無數好評，在法國、德國、英國、日本和香港地區播放並獲得多個獎項，包括意大利波西塔諾（Positano）舉行的Cartoons on the Bay動畫展中獲2002 Pulcinella獎的「最佳幼兒影集」之榮譽、美國洛杉磯獲第35屆美國國際電影及電視節電腦動畫組攝影金獎、香港數碼娛樂傑出大獎電腦動畫組金獎和德國漢堡舉行的「2003世界媒體節」獲兒童動畫組全球媒體銀獎。。
香港於2004年7月3日至2004年12月25日在無綫電視翡翠台播出，而日本於2003年4月至9月在日本放送協會衛星第2電視頻道BS2的衛星動畫劇場中播出，萬代已獲此作的美加播映權，也曾在法、德、英等電視台上映。
2005年，日本玩具公司萬代還根據該片改變製作了一款以機器人之間的戰鬥為主題的PlayStation 2主機遊戲。 

## 故事簡介
故事舞台為一個稱為「ZENTRIX」國家。智極城是未來世界的首都，國王傑勒創造了機械「奧撒」管理世界，在傑勒的統領及奧撒的幫助下，擁有智力的機械人和人類一起過著平穩的生活。
智極城人人生活美滿，不料橫生枝節，有一天，負責控制所有的超級電腦奧撒（OmicronPsy）想控制人類、操控全世界。原來奧撒產生了人類的慾念，覺得自己功勞最大，竟對人類產生仇恨，後來更想將人類推翻，有野心要統治全世界，於是乘機謀奪王位。
國王傑勒被迫流亡，傑勒覺得一切惡果都是自己一手造出來，他決心要承受一切。為救人類，傑勒毅然返回七年前的世界，希望改變過去的歷史，從而阻止未來浩劫的發生。但奧撒亦非常聰明，多翻對傑勒作出挑戰。而美加公主逃往時光機回到過去。她從15歲回到7年前8歲的那時，在走投無路的她面前，出現了一部神秘的機械人「宙斯」的身影……於是一場由人類與機械，由未來打到過去的精彩戰鬥就此展開。

## 登場人物

### 重要人物
美加
聲：林元春（香港）；池澤春菜（日本）
人類的主人公。15歲。在與芒果乘搭時光機變回8歲的外形。
宙斯
聲：梁志達（香港）；三宅健太（日本）
機械人的主人公。
芒果
聲：黃鳳英（香港）；增川洋一（日本）
美加的寵物，橙色的恐龍。
量子
聲：陳欣、鄺樹培（代配）（香港）；矢尾一樹（日本）
宙斯的兄弟機。
力奇
聲：林丹鳳（香港）；愛河里花子（日本）

### 其他人物
蓋爾博士
聲：盧國權（香港）；安原義人（日本）
姬娜的父親，國王的朋友。
姬娜
聲：曾秀清（香港）；根谷美智子（日本）
蓋爾博士的女兒。
傑勒國王
聲：招世亮（香港）
美加之父。

### 奧撒軍團
奧撒
聲：陳永信（香港）；麦人（日本）
反叛事件的元凶。

## 製作人員
- 監製： 高長昌、高偉豪
- 電腦動畫製作總監： 鄧東明
- 導演： 鄧東明、葉偉青
- 故事原著： 李偉豪、鄧東明、Benny Chow、葉偉青
- 編劇： Ira Tan
- 美術總監： 葉偉青
- 動畫總監： Kim Oo

## 主題曲
- 香港版《ZENTRIX》

填詞：游思行，作曲：丁偉斌（James Ting），編曲：丁偉斌，主唱：薛凱琪
- 日本版《CHANGE THE FUTURE》

填詞：稻葉浩志，作曲：松本孝弘，編曲：松本孝弘、稻葉浩志、德永曉人，主唱：B'z

## 各話列表
| 話數 | 日文標題 | 中文標題         |
| ---- | -------- | ---------------- |
| 1    |          | 未來都市智極之城 |
| 2    |          | 美加和宙斯       |
| 3    |          | 量子驚魂         |
| 4    |          | 模式變更         |
| 5    |          | 沙漠風暴         |
| 6    |          |                  |
| 7    |          | 海底的追擊者     |
| 8    |          | 深海的怪獸       |
| 9    |          |                  |
| 10   |          | 競技場的生死決鬥 |
| 11   |          |                  |
| 12   |          |                  |
| 13   |          |                  |
| 14   |          |                  |
| 15   |          |                  |
| 16   |          | 灼熱的對決       |
| 17   |          |                  |
| 18   |          |                  |
| 19   |          |                  |
| 20   |          |                  |
| 21   |          |                  |
| 22   |          |                  |
| 23   |          | 公主出擊         |
| 24   |          |                  |
| 25   |          | 魔王新生         |
| 26   |          |                  |

## 遊戲
- 時空冒險記 ZENTRIX

於2005年4月21日發售的PS2遊戲

## 外部連結
- 時空冒險記官方網站
- 時空冒險記遊戲官方網站 （页面存档备份，存于）
- 意馬國際控股有限公司官方網站 （页面存档备份，存于）